# Aliaksei Aidàrau
Aliaksei Aidàrau   (Iekaterinburg, 15 de novembre de 1974) és un biatleta belarús, ja retirat, que va competir durant les dècades de 1990 i 2000.
El 1988 va prendre part als Jocs Olímpics d'Hivern de Nagano, on va disputar tres proves del programa de biatló. En la cursa dels 20 quilòmetres va guanyar la medalla de bronze, mentre en la del relleu 4x7,5 quilòmetres fou quart. Quatre anys més tard, als Jocs de Salt Lake City, va disputar quatre proves del programa de biatló. Destaca la vuitena posició en el relleu 4x7,5 quilòmetres, mentre en les altres proves finalitzà en posicions força endarrerides.
En el seu palmarès també destaquen quatre medalles al Campionat del món de biatló, una d'or, una de plata i dues de bronze entre les edicions de 1995 i 2008. A la Copa del món de biatló aconseguí dues victòries individuals i quatre victòries en relleus, sent la millor posició final la dotzena en la temporada 1998-1999.
El 10 de juny de 2008 anuncià la seva retirada.